# Cabernet cubin
Le cabernet cubin N est un cépage de cuve de raisins noirs.

## Origine et répartition géographique
Le cépage est une obtention de l'institut Staatliche Lehr- und Versuchsanstalt für Wein- und Obstbau Weinsberg à Weinsberg. L'origine génétique est vérifiée et c'est un croisement des cépages blaufränkisch x cabernet-sauvignon (le clone Levadoux) réalisé en 1970.
En Allemagne, la culture du cabernet cubin est en légère progression.

## Potentiel technologique
Les grappes sont moyennes à grandes et les baies sont de taille moyenne. La grappe est moyennement compacte. Le cépage est très résistant au mildiou et à l'oïdium et assez résistant à la pourriture grise. Le cépage donne des vins corsés et bien colorés même dans des vignobles septentrionaux.

## Synonymes
Le  cabernet cubin  est connu sous le sigle de We 70-281-35

## Sources